# Едуардов фазан
Едуардовият фазан (Lophura edwardsi) е вид птица от семейство Phasianidae. Видът е критично застрашен от изчезване.

## Разпространение
Едуардовият фазан е ендемичен за тропическите гори на Виетнам.